# Galium saxosum
Galium saxosum är en måreväxtart som först beskrevs av Dominique Chaix, och fick sitt nu gällande namn av Maurice A.F. Breistroffer. Galium saxosum ingår i släktet måror, och familjen måreväxter. Inga underarter finns listade i Catalogue of Life.